# 小行星18148
小行星18148（18148 Bellier）是一颗绕太阳运转的小行星，为主小行星带小行星。该小行星于2000年7月29日发现。

## 轨道参数
小行星18148的轨道半长轴为3.1429788 UA，离心率为0.137。